# Esqui cross-country nos Jogos Olímpicos de Inverno de 1968
O esqui cross-country nos Jogos Olímpicos de Inverno de 1968 consistiu de quatro eventos para homens e três eventos para mulheres realizados entre 6 e 16 de fevereiro em Grenoble, na França.

## Medalhistas

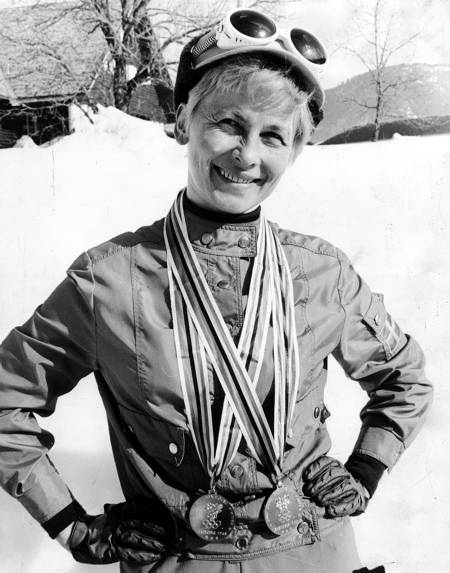
Toini Gustafsson conquistou duas medalhas de ouro e uma de prata em 1968.

Masculino
| Evento                       | Ouro                                                                  | Prata                                                                    | Bronze                                                                       |
| ---------------------------- | --------------------------------------------------------------------- | ------------------------------------------------------------------------ | ---------------------------------------------------------------------------- |
| 15 km detalhes               | Harald Grønningen NOR Noruega                                         | Eero Mäntyranta FIN Finlândia                                            | Gunnar Larsson SWE Suécia                                                    |
| 30 km detalhes               | Franco Nones ITA Itália                                               | Odd Martinsen NOR Noruega                                                | Eero Mäntyranta FIN Finlândia                                                |
| 50 km detalhes               | Ole Ellefsæter NOR Noruega                                            | Vyacheslav Vedenin URS União Soviética                                   | Josef Haas SUI Suíça                                                         |
| Revezamento 4x10 km detalhes | Odd Martinsen Pål Tyldum Harald Grønningen Ole Ellefsæter NOR Noruega | Jan Halvarsson Bjarne Andersson Gunnar Larsson Assar Rönnlund SWE Suécia | Kalevi Oikarainen Hannu Taipale Kalevi Laurila Eero Mäntyranta FIN Finlândia |

Feminino
| Evento                      | Ouro                                                              | Prata                                                          | Bronze                                                             |
| --------------------------- | ----------------------------------------------------------------- | -------------------------------------------------------------- | ------------------------------------------------------------------ |
| 5 km detalhes               | Toini Gustafsson SWE Suécia                                       | Galina Kulakova URS União Soviética                            | Alevtina Kolchina URS União Soviética                              |
| 10 km detalhes              | Toini Gustafsson SWE Suécia                                       | Berit Mørdre Lammedal NOR Noruega                              | Inger Aufles NOR Noruega                                           |
| Revezamento 3x5 km detalhes | Inger Aufles Babben Enger Damon Berit Mørdre Lammedal NOR Noruega | Britt Strandberg Toini Gustafsson Barbro Martinsson SWE Suécia | Alevtina Kolchina Rita Achkina Galina Kulakova URS União Soviética |

## Quadro de medalhas
| Ordem | País                | Medalha de ouro | Medalha de prata | Medalha de bronze |    |
| ----- | ------------------- | --------------- | ---------------- | ----------------- | -- |
| 1     | NOR Noruega         | 4               | 2                | 1                 | 7  |
| 2     | SWE Suécia          | 2               | 2                | 1                 | 5  |
| 3     | ITA Itália          | 1               |                  |                   | 1  |
| 4     | URS União Soviética |                 | 2                | 2                 | 4  |
| 5     | FIN Finlândia       |                 | 1                | 2                 | 3  |
| 6     | SUI Suíça           |                 |                  | 1                 | 1  |
| TOTAL | TOTAL               | 7               | 7                | 7                 | 21 |